# Timo Hübers
Timo Bernd Hübers (* 20. Juli 1996 in Hildesheim) ist ein deutscher Fußballspieler. Seit 2021 spielt er für den 1. FC Köln.

## Karriere
Hübers begann seine Karriere bei Hildesia Diekholzen. 2008 wechselte er zu der Jugend von Hannover 96. Im Jahr 2015 wechselte er zur Reserve des 1. FC Köln. Im darauf folgenden Jahr kehrte er zu Hannover 96 zurück und erhielt dort einen Profivertrag, bestritt aber vorerst nur Spiele für die zweite Mannschaft. Am 14. April 2018 gab er sein Bundesligadebüt gegen den VfB Stuttgart. Vor Beginn der Saison 2021/22 wechselte er zum 1. FC Köln. Im Sommer 2023 verlängerte er seinen Vertrag in Köln um weitere drei Jahre.

## Sonstiges
Als erster deutscher Fußballprofi wurde Hübers Mitte März 2020 positiv auf SARS-CoV-2 getestet.